# Acarolella
Acarolella là một chi bướm đêm thuộc phân họ Tortricinae của họ Tortricidae.

## Các loài
- Acarolella gentilis Razowski, 1994
- Acarolella obnixa Razowski & Becker, 1983
- Acarolella stereopis (Meyrick, 1931)